# Trachylepis brauni
Trachylepis brauni là một loài thằn lằn trong họ Scincidae. Loài này được Tornier mô tả khoa học đầu tiên năm 1902.